# Center for Humane Technology
Center for Humane Technology (anciennement connu sous  Time Well Spent) est une organisation à but non lucratif qui cherche à renverser ce qu'elle appelle la « crise de l'attention numérique », causée par des entreprises technologiques qui conçoivent des appareils mobiles et des fonctionnalités de médias sociaux destiner à capter, autant que possible, l'attention de l'utilisateur (son temps de cerveau), sans se soucier de leur impact sur la santé et la qualité de vie de ces utilisateurs.

## Contexte général
Les anciens employés de Google, Tristan Harris, Roger McNamee, Aza Raskin, Jane Chen et d'autres partenaires ont cofondé le projet dans le but de sensibiliser à la conception intentionnelle de produits visant à créer de l'addiction à ces technologies. 
James Williams a cofondé le mouvement et consacre également son temps à l'éthique du design des technologies. 
Les deux hommes ont fondé l'organisation pour sensibiliser et évoquer ces aspects des technologies, souvent ignorés, comme la captation de l'attention et la distraction ainsi que leurs nombreux effets sur l'utilisateur, et indirectement sur la société. Après avoir commencé à diffuser ses idées sur l'éthique du design des technologies au sein de Google, Harris a adopté le titre de « philosophe des produits », où il a étudié comment l'entreprise pourrait intégrer le design éthique. Il a quitté son poste chez Google en décembre 2015 pour se consacrer à son organisation.

## Activités
L'organisation encourage les concepteurs, et les entreprises, à respecter le temps des utilisateurs et à créer des produits dont l'objectif final n'est pas de maximiser l'utilisation des produits pour vendre de la publicité.
L'organisation dénonce la manière dont ces entreprises technologiques maximisent l'utilisation de leurs produits :
- en utilisant un système de récompense variable intermittente (ludification), pour accroitre et entretenir la dépendance (comme dans les systèmes de machines à sous) ;
- en faisant craindre aux gens de manquer un élément important[4] ;
- en renforçant le désir de recevoir une approbation sociale ;
- en renforçant la nécessité d'envoyer des retours à chacun (comme les J'aime) ;
- en arrêtant les activités quotidiennes des autres via les systèmes intrusifs de notification.

Selon Harris, ces technologies, comme les machines à sous, utilisent des récompenses variables intermittentes pour accroître la dépendance. Selon Harris, les entreprises ont la responsabilité de réduire cet effet, par des techniques telles que l'augmentation de la prévisibilité de leurs interfaces et l'élimination du système de récompenses variables intermittentes.

## Impact
Dans un post publié en 2018, Mark Zuckerberg, PDG de Facebook, a décrit le sentiment d'une « responsabilité de s'assurer que nos services ne sont pas seulement amusants à utiliser, mais aussi bons pour le bien-être des personnes », annonçant « un changement majeur dans notre façon de construire Facebook », afin que le temps passé sur ce site soit « bien utilisé » (Time Well Spent). Il a été suggéré que c'était une allusion à l'organisation.
L'un des efforts du Center for Humane Technology sera une campagne médiatique sur les dangers de la technologie, avec Common Sense Media. Common Sense s'est engagé à verser 50 millions de dollars en dons de médias et de temps d'antenne.